# Johan Andersson (spelutvecklare)
Johan Andersson, född 28 augusti 1974, är en svensk speldesigner och studiochef för Paradox Development Studio.

## Karriär
Andersson började som tjugoåring arbeta på det norska spelutvecklingsbolaget Funcom 1994, där han arbetade med  Sega Genesis-spel som Nightmare Circus och NBA Hangtime. År 1998 började han arbeta på vad som senare skulle bli Paradox Interactive och gick med i det ursprungliga arbetslaget som hade utvecklat Europa Universalis. Trots att han började sin karriär som programmerare blev Andersson senare speldesigner och producent på Paradox Development Studio, som arbetade med storstrategiska spel som Hearts of Iron III, Crusader Kings II, Victoria II, Europa Universalis IV, Stellaris och Imperator: Rome. Hans designfilosofi är "att skapa realistiska världar".